# Српски ударни корпус ЈВуО
Српски ударни корпус је била краткотрајна формација Југословенске војске у Отаџбини, састављена од бивших припадника Српске државне страже, која је постојала од 6. октобра 1944. године до 2. јануара 1945. године.

## Историјат

### Оснивање корпуса
Пошто се Црвена армија приближила Београду, немачке војне власти су 1. октобра 1944. године обавестиле Милана Недића да престаје надлежност његове Владе народног спаса, а да се подручје града проглашава оперативном војном зоном. Наредног дана, Недић је у свом кабинету одржао састанак са шефом кабинета генералом Миодрагом Дамјановићем, командантом Српске државне страже генералом Боривојем Јонићем, командантом Српског добровољачког корпуса генералом Костом Мушицким и командантом Српске граничне страже пуковником Људевитом Погачаром. Обавестио их је да треба да се сврстају у редове Југословенске војске у Отаџбини, зато што „од почетка припадају њима“.
Већ 3. октобра, генерал Јонић је одржао састанак са истакнутим командантима Српске државне страже у великој ратној сали Генералштаба, те их обавестио о новонасталим околностима и колективном приступању Југословенској војсци у Отаџбини. Већ дата је била јасна слабост снага са којима се располаже, пошто састанку нису присуствовали команданти из Пожаревца са којима није било могуће успоставити везу, а мајор Соларић који је требало да лично оде код њих то није могао, пошто се није пронашао нити један официр или војник да иде са њим у пратњи.
Делови Српске државне страже су почели да пристижу у Јагодину 5. октобра, где је требало да се обави присаједињење снагама ЈВуО. Ту их је прихватио командант Србије дивизијски генерал Мирослав Трифуновић, под именом Српски ударни корпус. Већина официра СДС-а је остала у Београду, надајући се да ће се лакше сачувати уз немачке снаге. Међутим, највећи део њих је стрељан од ОЗНЕ одмах по ослобођењу, као што је командант СДС-а у Београду пуковник Александар Радуловић. Одмах су формиране Прва и Друга ударна дивизија са по три бригаде, а чекало се да пристигну припадници Српске граничне страже ради формирања Треће ударне дивизије. Бројно стање корпуса је било око 5.500 припадника.
Припадници Српске државне страже из Ваљева и Шапца никада нису ушли у састав Српског ударног корпуса. Крушевачки гарнизон је приступио Расинском корпусу пуковника Драгутина Кесеровића и учествовао у ослобођењу Крушевца 14. октобра 1944. године.

### Ратни пут
Српски ударни корпус је пребачен у Краљево, где су командант Групе корпуса Горске гарде потпуковник Никола Калабић, командант Авалског корпуса пуковник Светислав Света Трифковић и начелник штаба Четврте групе јуришних корпуса мајор Нешко Недић донели одлуку о нападу на немачке снаге у Чачку. Генерал Радовановић је одбио да Српски ударни корпус узме учешће у овом нападу, те је своје снаге 16. октобра повукао у Матарушку Бању и Рашку. Овде је одлучено да се крене путем Скопља, а затим у Грчку. Од тога се брзо одустало, када се сазнало да су у те просторе ушле бугарске снаге, па је Српски ударни корпус окренуо путем Новог Пазара. У граду је извршена смотра целог корпуса и установљено је да има 4.800 припадника.
Прва и Друга дивизија Српског ударног корпуса су 22. октобра напале партизанске снаге у Сјеници и доживеле мањи пораз. Поново је нападнут град 25. октобра, истовремено са немачким нападом, те је Сјеница пала око 18.30 часова. Ту је стигло наређење Врховне команде да се крене према Пријепољу, које је од партизана заузето 29. октобра. Понтонски мост преко Лима који су поставили немачки инжињерци, послужио је да корпус 6. новембра пређе реку.
Снаге од око 12.000 припадника ЈВуО (укључујући и СУК) су се привремено зауставили у Пљевљима. Услед опуштености војске, мањи напад који је извршила 37. санџачка дивизија НОВЈ током ноћи 19. новембра је био знатно тежак. Одмах се кренуло према Чајничу, у који се стиже 27. новембра.

### Босанска голгота
У Горажде је корпус стигао 2. децембра. Кроз наставак кретања, долази до повремених борби против партизана и усташа. Током боравка у Кошутици код Сокоца, долази до дезертирања, а неки официри са својим групама одлазе немачким снагама у Сарајево. Командант Деветог батаљона Треће бригаде мајор Александар Стикић је 13. децембра повео својих 400 људи и придружио се артиљеријском дивизиону Српског добровољачког корпуса.
Прва дивизија СДК се 18. децембра нашла у пратњи Врховне команде, по наређењу генерала Михаиловића. Он им је наредног дана одржао говор, након чега је настављено кретање.
Током борби са партизанима код села Куљани, 23. децембра, погинуо је командант Друге дивизије пуковник Драгутин Редић, заједно са својим сином. Генерал Михаиловић је одлучио да се 26. децембра нападне Тузла, која ће послужити као склониште главнини снага за време зиме. Наредио је да Прва и Друга дивизија под командом генерала Радовановића нападну леви бок одбране града. Првог дана борбе тешко је рањен командант Друге дивизије пуковник Војислав Петровић. Услед недостатка муниције, генерал Радовановић самостално доноси одлуку да повуче Српски ударни корпус са предвиђених положаја. Дошло је до сукоба генерала Радовановића и осталих команданата ЈВуО, који су га критиковали због самовољног повлачења. Радовановић је тада одлучио да са корпусом оде у Завидовиће.

### Крај корпуса
У Завидовићима је корпус смештен 1. јануара 1945. године, по претходно добијеном одобрењу немачког команданта места, које је затражио генерал Радовановић. Наредног дана, одржан је састанак највиших команданата Српског ударног корпуса и након разматрања опште ситуације, гласањем је одлучено да корпус иступи из редова Југословенске војске у Отаџбини и одбије примљено наређење Врховне команде, те да се придружи Српском добровољачком корпусу у Словенији. Пре састанка, генерал Радовановић је отишао на разговор са немачким официрима и распитивао се о могућностима да поново стану под њихову службу. За новог команданта корпуса је изабран генерал Боривоје Јонић (до тада помоћник команданта), а за помоћника команданта генерал Радовановић.
У дану када су одлучили да се придруже Српском добровољачком корпусу, Врховна команда је затражила да Српски ударни корпус крене према Озрену, Добоју и Маглају. Уместо тога, припадници сада већ бившег СУК-а напуштају Завидовиће 4. јануара и одлазе у Славонски Брод. До 8. јануара је ту пристигло између 1.500 и 2.000 људи, који су разоружани, изузев официра којима је остављено лично наоружање. Уз дозволу Хермана Нојбахера, кренули су преко Марибора и Граца за Беч, где стижу 18. јануара. Начелник штаба Српског ударног корпуса мајор Данило Стојановић је ту и умро, као и неколико десетина војника, услед тешких услова живота.
На захтев Димитрија Љотића, Нојбахер је одобрио да око 1.500 припадника старе Српске државне страже из Беча оде у Приморску и тамо стане у редове Српског добровољачког корпуса, мада су неке групе пришле Динарској четничкој дивизији војводе Момчила Ђујића и личким четницима Доброслава Јевђевића.

## Структура

### Командант
| Фотографија | Име и презиме                         | Почетак          | Крај            |
| ----------- | ------------------------------------- | ---------------- | --------------- |
|             | Дивизијски генерал Стеван Радовановић | 6. октобар 1944. | 2. јануар 1945. |

### Помоћник команданта
| Фотографија | Име и презиме                   | Почетак          | Крај            |
| ----------- | ------------------------------- | ---------------- | --------------- |
|             | Бригадни генерал Боривоје Јонић | 6. октобар 1944. | 2. јануар 1945. |

### Дивизије

#### Прва ударна дивизија
- командант пуковник Бранимир Живковић
- помоћник команданта потпуковник Петар Павасовић
- начелник штаба капетан прве класе Петар Гајић
  - Прва ударна бригада
    - командант потпуковник Душан Драговић (раније командант Моравске области СДС)
    - помоћник мајор Лазар Петровић (начелник штаба Моравске области СДС);
      1. батаљон: командант мајор Илија Павловић (командант Београдског округа СДС), помоћник команданта мајор Душан Симић (помоћник команданта Београдског округа СДС);
      2. батаљон: командант мајор Слободан Трифковић (командант СДС Округа пожаревачког);
      3. батаљон: командант мајор Живојин Казаковић (помоћник команданта СДС Округа зајечарског);

  - Друга ударна бригада
    - командант Михајло Секулић (на служби у штабу Команде СДС)
    - помоћник команданта мајор Стојан Матовић (на служби у Команди Моравске области СДС);
      1. батаљон: командант капетан прве класе Страхиња Јововић (командант СДС Среза темнићког);
      2. батаљон: командант мајор Милован Милојевић (командант СДС Округа моравског);
      3. батаљон: командант мајор Јован Ђорђевић (на служби у Команди Моравске области СДС);

  - Трећа ударна бригада
    - командант мајор Велисав Поповић (на служби у Команди Нишке области СДС)
    - помоћник команданта мајор Петар Мартиновић (начелник штаба Нишке области СДС);
      1. батаљон: командант мајор Милослав Анастасијевић (командант СДС Среза добричког);
      2. батаљон: командант капетан прве класе Богосав Стојановић (командант 2. батаљона СДС);
      3. батаљон: командант мајор Александар Стикић (командант СДС Округа лесковачког), помоћник команданта капетан прве класе Михајло Зотовић (на служби у Команди СДС Округа лесковачког);

#### Друга ударна дивизија
- командант пуковник Драгутин Редић
- помоћник команданта потпуковник Мирко Станковић
- начелник штаба капетан прве класе Живојин Магазиновић
  - Четврта ударна бригада
  - командант мајор Драгутин Чечовић (командант СДС Округа краљевачког), помоћник мајор Лазар Јањић (на служби у штабу Команде СДС);
    1. батаљон: командант мајор Миленко Соларић (на служби у штабу Команде СДС);
    2. батаљон: командант мајор Милорад Ђулаковић (помоћник команданта СДС Округа краљевачког);
    3. батаљон – командант капетан прве класе Добривоје Чировић (командант 3. батаљона СДС);

  - Пета ударна бригада
  - командант потпуковник Хранислав Ђорђевић (командант СДС Округа ужичког);
    1. батаљон: командант мајор Александар Зарчевић (командант СДС Округа крушевачког), помоћник команданта мајор Милош Маролт (помоћник команданта СДС Округа крушевачког);
    2. батаљон: командант мајор Драгиша Лазаревић (помоћник команданта СДС Округа ужичког);

  - Шеста ударна бригада
  - командант мајор Војислав Мандровић (командант Шабачке области СДС), помоћник команданта мајор Пуниша Ђорђевић (командант СДС Округа крагујевачког)
    1. батаљон: командант командант мајор Милутин Стаменић (помоћник команданта СДС Округа крагујевачког);
    2. батаљон: командант капетан прве класе Милан Танасковић (заступник команданта СДС Округа ваљевског);
    3. батаљон: командант мајор Предраг Вукадиновић (помоћник команданта СДС Округа шабачког).[1]